# کارآگاهان بزرگ آگاتا کریستی، پوآرو و مارپل
کارآگاهان بزرگ آگاتا کریستی، پوآرو و مارپل یا معماهای بزرگ: پوآرو و مارپل (ژاپنی: アガサ·クリスティーの名探偵ポワロとマープル، Agasa Kurisutī no Meitantei Powaro to Māpuru) یک مجموعه تلویزیونی انیمه ژاپنی است که چندین داستان از آگاتا کریستی دربارهٔ هرکول پوآرو و خانم مارپل را اقتباس کرده‌است. شخصیت جدیدی به نام میبل وست، خواهرزادهٔ خانم مارپل، که دستیار کوچک پوآرو می‌شود، برای ارتباط این دو کارآگاه است.
این سریال از ۴ ژوئیه ۲۰۰۴ تا ۱۵ مه ۲۰۰۵ از ان‌اچ‌کی پخش شد و همچنان در ان‌اچ‌کی و دیگر شبکه‌های ژاپن به‌صورت مجدد نمایش داده می‌شود. این مجموعه به‌عنوان مانگا با همین نام اقتباس شد که در سال‌های ۲۰۰۴ و ۲۰۰۵ منتشر شد.

## اقتباس
این مجموعه تلویزیونی با توجه به محدودیت‌های زمانی، عموماً اقتباسی صادقانه از داستان‌های اصلی است (معمولاً یک قسمت ۲۵ دقیقه‌ای برای یک داستان کوتاه، چهار قسمت برای یک رمان). با وجود اقتباس مدرن ژاپنی، مکان‌ها و دوره زمانی اصلی (عمدتا انگلیسی) حفظ شده‌اند. تنها تغییر داستان اضافه شدن میبل وست و اردک خانگی‌اش، الیور است. با این حال، بیشتر برگرفته از گفت‌وگوی شخصیت‌های دیگر داستان‌های اصلی است، بنابراین حضور او تغییری اساسی در توسعه داستان ایجاد نمی‌کند.